# Японська система тотального контролю якості
Керування якістю в межах компанії чи японська система тотального контролю якості (англ. Company Wide Quality Control, CWQC або Japanese Total Quality Control, іноді — скорочено TQC) система контролю якості, що виникла в Японії у 1960—70-х роках із концепції загального контролю якості (англ. Total Quality Control – TQC) шляхом широкого залучення персоналу всіх рівнів до роботи в гуртках якості. Система поширилася на всю японську економіку та стала однією зі складових японського економічного дива. 

## Сутність системи
Ця система охоплює наступні елементи виробничої активності[джерело?]:
- гарантія якості;
- зниження собівартості;
- відповідність виробничих квот;
- відповідність графіку поставок готової продукції;
- безпечність виробництва;
- створення нових продуктів;
- зростання продуктивності праці;
- управління поставками матеріалів і деталей;
- маркетинг;
- продаж товарів;
- післяпродажне обслуговування.

## Історія
У системах якості, розроблених на початку XX ст., мали місце великі витрати виробництва. Чисельність контролерів у високотехнологічних галузях (таких як авіаційна промисловість) у 1920-і рр. досягала 30—40% персоналу.
Нові підходи до підвищення якості та скорочення витрат запропонував А. Фейгенбаум у своїх працях наприкінці 1950-х років. Його ідея полягала в тому, що для повнішого задоволення споживачів слід не просто контролювати те, що випускається, а впроваджувати якість як на ранніх стадіях створення продукту (вивчення специфікацій замовників, конструкторська розробка, контроль деталей і вузлів, які надходять, організація виробництва), так і після продажу (доставка й монтаж виробів, взаємодія із сервісними службами). Концептуально завершену працю він опублікував 1961 року під назвою «Total Quality Control: Engineering and Management».

Стало зрозуміло, що висока якість продукції має бути завданням кожного працівника підприємства, а не лише контролера. Таким чином відповідальність за якість повертається безпосередньо тому, хто створює продукцію, а разом із тим робітник отримує відчуття гордості за свою працю. Усунення зайвого контролю з боку інспектора — головне досягнення в революції якості, яка супроводжувалася зменшенням кількості контролерів у десятки разів, дефектності — у тисячі й десятки тисяч разів та втрат від низької якості — у десятки разів.
Для TQC характерним є зсув акценту з матеріального на моральне стимулювання. Рядові робітники не розглядаються як механічні виконавці, а є членами команди. Головними мотивами успішної роботи працівника стали визнання його досягнень колегами і керівництвом, турбота підприємства про майбутнє працівника.
В Японії ідеї TQC зустріли із захватом і завдяки професору Каору Ішікаві (який був прихильником залучення до процесу поліпшення якості всіх співробітників підприємства) вони отримали подальший розвиток. Система TQC розвивалася на основі широкого залучення персоналу до роботи в групах якості. 
Успішне оволодіння принципами TQC призвело підвищення якості продукції в післявоєнній Японії та як фактор конкурентоспроможності стало однією з причин «японського економічного дива». 
У самій Японії систему тривалий час називали TQSC, де S означало «статистична» (англ. Statistical). Однак врешті-решт японський підхід отримав назву «Керування якістю в межах компанії» (англ. Company Wide Quality Control, CWQC). 
У подальшому ця реалізація системи TQC стала підґрунтям для системи загального управління якістю (TQM).

## Головні риси
Головні риси системи контролю якості в Японії: 
1. Усвідомлення того, що якість є первинною, а прибутки —  вторинні;
2. Тотальний контроль якості орієнтується на споживача, а не на виробника — товар має задовольняти споживача.
3. Проміжний продукт теж повинен мати високу якість, оскільки наступна виробнича ланка є його споживачем;
4. У випадку виявлення дефекту продукції робиться не тільки заміна неякісної деталі, а й пошук причини на попередньому етапі виготовлення;
5. Контроль якості базується на якостях робітників — професійних і особистих;
6. Контроль якості починається з навчання і закінчується навчанням;
7. Рух із підтримки системи контролю якості є загальнонаціональним;